# (Du musst ein) Schwein sein
(Du musst ein) Schwein sein ist ein Lied der deutschen A-cappella- und Popband Die Prinzen. Der Song ist die erste Singleauskopplung ihres vierten Studioalbums Schweine und wurde 1995 veröffentlicht.

## Inhalt
In (Du musst ein) Schwein sein singen Die Prinzen aus der Perspektive des lyrischen Ichs ironisch darüber, dass man im Leben vermeintlich erfolgreicher ist, wenn man sich sprichwörtlich wie ein „Schwein“ verhält und böse ist. So würden beispielsweise arrogante Machos leichter Frauen bekommen und rücksichtslose Menschen eher in den Bundestag einziehen. Ehrlichkeit werde dagegen nicht belohnt, da die Welt ein „Gerichtssaal“ sei, in dem die Bösen Recht bekämen.

„Du musst ein Schwein sein in dieser Welt – Schwein sein

Du musst gemein sein in dieser Welt – gemein sein

Denn willst du ehrlich durchs Leben geh’n – Ehrlich

Kriegst ’n Arschtritt als Dankeschön – gefährlich“

## Produktion
Der Song wurde von der Musikproduzentin Annette Humpe produziert, die zusammen mit Fabian Harloff, Lukas Hilbert und Udo Lindenberg auch als Autorin fungierte.

## Musikvideo
Bei dem zu (Du musst ein) Schwein sein gedrehten Musikvideo führten Rudi Dolezal und Hannes Rossacher Regie. Es verzeichnet auf YouTube über eine Million Aufrufe (Stand Juli 2023). Das Video zeigt Die Prinzen, die zusammen mit einigen Frauen an einem reich gedeckten Esstisch sitzen. Sie essen, trinken Alkohol und spielen Karten, während sie von den Frauen angeschmachtet werden. Dabei kommt es zum Streit und Handgemenge um verschiedene Speisen, wobei sich die Personen schadenfroh auslachen und mit Essen bewerfen, bis Sebastian Krumbiegel eine Pistole zieht und die Anwesenden bedroht. Anschließend werden von den Kellnern lebendige Würmer serviert und die Gäste werden mit Heu beworfen. Sie versinken am Ende in einem großen Misthaufen, auf dem Schweine herumlaufen.

## Single

### Covergestaltung
Das Singlecover zeigt einen Schweinerüssel mit Sonnenbrille. Oben im Bild befindet sich der rote Schriftzug die Prinzen, während der Titel Du musst ein Schwein sein, ebenfalls in Rot, unten im Bild steht. Der Hintergrund ist grau gehalten.

### Titelliste
1. (Du musst ein) Schwein sein (Radiomix) – 3:19
2. (Du musst ein) Schwein sein (Gitarrenmix) – 2:53
3. (Du musst ein) Schwein sein (A-Cappella-Version) – 3:15
4. (Du musst ein) Schwein sein (TTP Dance RMX) – 7:29

### Chartplatzierungen
(Du musst ein) Schwein sein stieg am 3. April 1995 auf Platz 82 in die deutschen Singlecharts ein und erreichte am 5. Juni 1995 mit Rang acht die höchste Position. Insgesamt hielt sich der Song 22 Wochen lang in den Top 100, davon eine Woche in den Top 10. In Österreich belegte das Lied Platz 13 und hielt sich zwölf Wochen in den Charts, während es in der Schweiz Rang 26 erreichte und zehn Wochen in den Charts vertreten war.
| ChartsChartplatzierungen | Höchstplatzierung | Wochen |
| ------------------------ | ----------------- | ------ |
| Deutschland (GfK)        | 8 (22 Wo.)        | 22     |
| Österreich (Ö3)          | 13 (12 Wo.)       | 12     |
| Schweiz (IFPI)           | 26 (10 Wo.)       | 10     |

### Verkaufszahlen und Auszeichnungen
(Du musst ein) Schwein sein erhielt noch im Erscheinungsjahr in Deutschland für mehr als 250.000 verkaufte Einheiten eine Goldene Schallplatte.

| Land/Region        | Auszeichnungen für Musikverkäufe (Land/Region, Auszeichnung, Verkäufe) | Verkäufe |
| ------------------ | ---------------------------------------------------------------------- | -------- |
| Deutschland (BVMI) | Gold                                                                   | 250.000  |
| Insgesamt          | 1× Gold ·                                                              | 250.000  |